# 路钢
路钢（1956年8月—），男，汉族，籍贯安徽桐城，生于湖北武汉，中华人民共和国政治人物，曾任华中师范大学数学系主任、副校长，华中师范大学校长（1999年1月－-2001年2月），湖北省教育厅厅长，第十一届全国人民代表大会湖北地区代表。

## 生平
毕业于英国丹迪大学数学与计算机科学系数学专业。2008年起担任全国人大代表。2008年起任华中科技大学党委书记（副部长级），2017年12月27日由邵新宇接任。